# Srednjoeuropsko vrijeme
| svijetlo plavo  | Zapadnoeuropsko vrijeme (UTC; bez prelaska na ljetno vrijeme). |
| plavo           | Zapadnoeuropsko vrijeme (UTC; UTC+1 ljeti).                    |
| crveno          | Srednjoeuropsko vrijeme (UTC+1; UTC+2 ljeti).                  |
| žuto            | Kaliningradsko ljetno vrijeme (UTC+2)                          |
| tamno žuto      | Istočnoeuropsko vrijeme (UTC+2; UTC+3 ljeti).                  |
| svijetlo zeleno | Moskovsko ljetno vrijeme (UTC+3)                               |

Srednjoeuropsko vrijeme (kraticom: SEV, eng. CET, fra. heure normale d'Europe centrale, HNEC) јe јedno od imena za vremensku zonu UTC+1. Koriste јe većina europskih i sjevernoafričkih zemalja. Većina koriste i Srednjoeuropsko ljetno vrijeme (UTC+2).

## Korištenje
Zemlje koјe cijele godine koriste Srednjoeuropsko vrijeme:
- Alžir
- Angola
- Benin
- Čad
- Gabon
- Demokratska Republika Kongo (zapadni dio)
- Ekvatorska Gvineja
- Kamerun
- Namibija
- Niger
- Nigerija
- Srednjoafrička Republika

Zemlje i nesamostalna područja koјe koriste SEV zimi, između 1:00 UTC zadnjeg tjedna u listopadu do 1:00 UTC zadnjeg tjedna u ožujku:
- Albanija
- Andora
- Austrija
- Belgija
- Bosna i Hercegovina
- Crna Gora
- Češka Republika
- Francuska
- Gibraltar
- Danska (bez Ovčjih Otoka)
- Hrvatska
- Italija
- Lihtenštajn
- Luksemburg
- Mađarska
- Makedonija
- Malta
- Monako
- Norveška
- Nizozemska
- Njemačka
- Poljska
- San Marino
- Slovenija
- Slovačka
- Srbija
- Tunis
- Španjolska (bez Kanarskih otoka)
- Švicarska
- Švedska
- Vatikan